# Kedywat Egiptu
Kedywat Egiptu (arab. ‏الخديوية المصرية‎, osm. خدیویت مصر) – historyczne państwo autonomiczne zależne od Turcji, położone w Afryce i częściowo w Azji. Zostało utworzone w 1867 roku, rekwirowane od dynastii Muhammad Ali. Zlikwidowane zostało w 1914 roku przez Wielką Brytanię w wyniku pierwszej wojny światowej, w której to walczyła ona przeciwko Imperium Osmańskiemu. Od 1882 roku kraj ten był okupowany przez Brytyjczyków, lecz de iure nadal był podporządkowany Turkom. Państwo zostało formalnie brytyjskim protektoratem od momentu utworzenia Sułtanatu w 1914 roku. Stolicą kedywatu (jak i obecnego Egiptu) był Kair.